# Джон Атта Милс
Джон Евънс Атта Милс (21 юли 1944 – 24 юли 2012) е президент на Гана в периода 7 януари 2009 – 24 юли 2012 година.

## Биография
Роден е в Тарква, Западния регион в Гана. През 1963 година завършва средното си образование, а през 1967 година получава висшето си в Ганайския университет в Легон. По-късно е преподавател в Юридическия факултет на университета в Легон. В продължение на тридесет години гостува в различни университети по целия свят като преподавател и професор. Участва в редица конференции и симпозиуми.
Умира на 24 юли 2012 година в Акра.

## Спорт
Допринася за развитието на хокейната асоциация в Гана и на Националния спортен съвет. Играе за националния отбор по хокей (до смъртта си е член на отбора на ветераните).

## Политика
От 1997 до 2001 година е вицепрезидент на Джери Роулингс. На президентските избори на 7 декември 2008 година с 50,23 % побеждава опонента си Нана Акуфо-Адо. Встъпва в длъжност на 7 януари 2009 година.

## Публикации
Джон Атта Милс има десетки публикации, по-важни, от които са:
- Taxation of Periodical or Deferred Payments arising from the Sale of Fixed Capital (1974)
- Exemption of Dividends from Income Taxation: A Critical Appraisal (1977)
- Report of the Tax Review Commission, Ghana, parts 1, 2 & 3 (1977)
- Ghana's Income Tax Laws and the Investor. (Inter-faculty lecture, University of Ghana, 1978)